# パネルマジック
パネルマジックとは、主に風俗業界において女性従業員のプロフィール写真を「パネル」、それを加工して実物よりも良く見せる技術を「マジック」と称して生まれた単語。「パネマジ」や「パネル修正」ともいい、プロフィール写真の加工を過度に行なっている場合に使われる。

## 修正例
胸の谷間
見せたい部分を強調することで、他の部分に目がいきにくいようにする。実際のサイズと異なる胸・顔・等の部分、または体型を偽造した写真を載せるケースがある。
体形を隠すポーズや服装
見せたくない箇所を長い髪や手足で隠したり、服装で体形を目立たないようにする。例えば、いわゆる「体育座り」では真正面から見た際に体形が分かりにくい。体形だけではなく、タトゥーなどを隠す場合にも用いられることがある。
顔のアップ
体形を隠す目的で、最初から顔しか写さない。総額が6万円以上になる高級ソープランドにおいては、顔に自信のある風俗嬢が用いるケースもある。
CG修正
CGで女性従業員の顔や胸などの部分を大幅に修正し、修正した映像を店舗のホームページやアルバム、雑誌等で掲載する。修正ではないが女性従業員の過去の容姿の写真を現在の容姿の写真に変えず載せ続け、広告を行う事もある。
騙されないためには、女性従業員のプロフィールや日記を読む、指名をし店を予約する等、顧客自身で選ぶ必要がある。
修正技術の発達した近年が起源であると誤解されているが、実際には戦前の遊廓の時代から写真による修正は行われていたという。